# ایفاتسی آناندروزا
ایفاتسی آناندروزا (به لاتین: Efatsy Anandroza) یک منطقهٔ مسکونی در ماداگاسکار است که در فرافنگانا واقع شده‌است. ایفاتسی آناندروزا ۱۱٬۰۰۰ نفر جمعیت دارد و ۱۴ متر بالاتر از سطح دریا واقع شده‌است.